# Cyrestis aiedius
Cyrestis aiedius är en fjärilsart som beskrevs av Hans Fruhstorfer 1913. Cyrestis aiedius ingår i släktet Cyrestis och familjen praktfjärilar. Inga underarter finns listade i Catalogue of Life.